# 米德爾敦公園 (印第安納州)
米德爾敦公園（英語：Middletown Park）是位於美國印地安納州特拉華縣的一個非建制地區。該地的面積和人口皆未知。

## 地理
米德爾敦公園的座標為40°09′44″N 85°25′29″W / 40.16222°N 85.42472°W，而該地的平均海拔高度為286米（即938英尺）。